# فهرست شرکت‌های ارمنستان

موقعیت ارمنستان

ارمنستان یک کشور مستقل در منطقه قفقاز جنوبی، اوراسیا واقع در غرب آسیا است، در سرزمین کوهستانی ارمنستان، از غرب با ترکیه، از شمال با گرجستان، از شرق با جمهوری آرتساخ و آذربایجان و از جنوب با ایران و جمهوری خودمختار نخجوان، درون‌بوم و برون‌بوم آذربایجان همسایه است.
اقتصاد ارمنستان از سرمایه‌گذاری و حمایت دیاسپورای ارمنی به شدت سود می‌برد.
پیش از استقلال، اقتصاد ارمنستان عمدتاً مبتنی بر صنعت - مواد شیمیایی، الکترونیک، ماشین آلات، مواد غذایی فرآوری‌شده، لاستیک مصنوعی و منسوجات بود - و به شدت به منابع خارجی وابسته بود. این جمهوری بخش صنعتی مدرن را توسعه داده بود و ماشین آلات، منسوجات و سایر کالاهای تولیدی را در ازای مواد خام و انرژی به جمهوری‌های خواهر عرضه می‌کرد.
تا ژانویه ۲۰۱۹، حدود ۴۰ هزار شرکت ثبت‌شده با موقعیت حقوق و دستمزد و ۲۴۷ شرکت با بیش از ۲۵۰ کارمند ثبت شده در این جمهوری وجود داشت. میانگین دستمزد در این شرکت‌ها ۲۴۰ هزار درام بود.

## شرکت‌های سرشناس
این فهرست شامل شرکت‌های سرشناسی است که دفتر مرکزی آنها در کشور ارمنستان واقع شده است. صنعت و بخش از طبقه‌بندی معیار طبقه‌بندی صنعت پیروی می‌کنند. این فهرست سازمان‌هایی که فعالیت خود را متوقف کرده‌اند را نیز شامل می‌شود و به عنوان منحل اعلام شده‌اند.
| نام                                                     | صنعت            | بخش                       | مقرها   | بنیان‌گذاری‌شده | Notes                                            |
| ------------------------------------------------------- | --------------- | ------------------------- | ------- | ------------- | ------------------------------------------------ |
| ایر آرمنیا                                              | خدمات مصرف‌کننده | خطوط‌هوایی                 | ایروان  | ۲۰۰۳          | شرکت هواپیمایی، منحل‌شده ۲۰۱۴                     |
| آمریابانک                                               | امور مالی       | بانک‌ها                    | ایروان  | ۱۹۱۰          | بانک جهانی                                       |
| آرارت سمنت                                              | صنعتی           | مصالح و وسایل ساختمانی    | آرارات  | ۱۹۲۷          | سیمان                                            |
| آرارات اینترنشنال ایرلاینز                              | خدمات مصرف‌کننده | خطوط‌هوایی                 | ایروان  | ۲۰۱۰          | شرکت هواپیمایی، منحل‌شده ۲۰۱۳                     |
| آردشین‌بنک                                               | امور مالی       | بانک‌ها                    | ایروان  | ۱۹۲۴          | بانک                                             |
| آرمنیا ۲                                                | خدمات مصرف‌کننده | پخش و سرگرمی              | ایروان  | ۱۹۹۹          | تلویزیونی                                        |
| شرکت هواپیمایی آرمنیا                                   | خدمات مصرف‌کننده | خطوط‌هوایی                 | ایروان  | ۲۰۱۵          | شرکت هواپیمایی                                   |
| وون آرمنیا                                              | مخابرات         | مخابرات موبایل            | ایروان  | ۱۹۵۵          | شبکه تلفن‌همراه آرمن‌تل-بی‌لاین، خطوط ثابت، اینترنت |
| آرمنیا تی‌وی                                             | خدمات مصرف‌کننده | پخش و سرگرمی              | ایروان  | ۱۹۹۷          | تلویزیونی                                        |
| راه‌آهن ارمنستان                                         | خدمات مصرف‌کننده | مسافرت و گردشگری          | ایروان  | ۱۹۹۲          | منحل‌شده ۲۰۰۸                                     |
| آرم‌سوئیس بانک                                           | امور مالی       | بانک‌ها                    | ایروان  | ۲۰۰۵          | بانک سرمایه‌گذاری خصوصی                           |
| آرتساخ‌بنک                                               | امور مالی       | بانک‌ها                    | ایروان  | ۱۹۹۶          | بانک                                             |
| آتلانتیس یوروپین ایرویز                                 | خدمات مصرف‌کننده | خطوط‌هوایی                 | ایروان  | ۲۰۰۴          | منحل‌شده ۲۰۲۱                                     |
| کارخانه شراب‌سازی آوشار                                  | کالاهای مصرفی   | ساخت شراب و مشروبات الکلی | آوشار   | ۱۹۶۸          | کارخانه شراب‌سازی                                 |
| بارس مدیا                                               | خدمات مصرف‌کننده | پخش و سرگرمی              | ایروان  | ۱۹۹۳          | استودیوی فیلم‌سازی                                |
| بانک مرکزی ارمنستان                                     | امور مالی       | بانک‌ها                    | ایروان  | ۱۹۹۳          | بانک مرکزی                                       |
| ارآز                                                    | کالاهای مصرفی   | قطعات خودرو               | ایروان  | ۱۹۶۴          | منحل‌شده ۲۰۰۲                                     |
| ایوکابنک                                                | امور مالی       | بانک‌ها                    | ایروان  | ۱۹۹۰          | بانک                                             |
| گازپروم آرمنیا                                          | نفت و گاز       | اکتشافات و تولید          | ایروان  | ۱۹۹۷          | بخشی از گازپروم (روسیه)                          |
| های‌پست                                                  | صنعتی           | خدمات تحویلی              | ایروان  | ۱۹۹۴          | خدمات پستی                                       |
| هتک آنلاین                                              | خدمات مصرف‌کننده | نشر                       | ایروان  | ۲۰۰۱          | روزنامه آنلاین                                   |
| هرازدان سمنت                                            | صنعتی           | مصالح و وسایل ساختمانی    | هرازدان | ۱۹۷۹          | سیمان                                            |
| هرازدان تی‌وی                                            | خدمات مصرف‌کننده | پخش و سرگرمی              | هرازدان | ۱۹۹۱          | تلویزیونی                                        |
| اچ‌اس‌بی‌سی                                                | امور مالی       | بانک‌ها                    | ایروان  | ۱۹۹۶          | بخشی از اچ‌اس‌بی‌سی (UK)                            |
| اینگو آرمنیا                                            | امور مالی       | بیمه جامع                 | ایروان  | ۱۹۹۷          | بیمه                                             |
| جرموک                                                   | کالاهای مصرفی   | نوشیدنی‌ها                 | جرموک   | ۱۹۵۱          | آب معدنی                                         |
| en:Kotayk Brewery                                       | کالاهای مصرفی   | آبجوسازی                  | آبوویان | ۱۹۷۴          | آبجوسازی                                         |
| مولتی گروپ استون                                        | مواد اولیه      | استخراج عمومی             | آبوویان | ۲۰۰۲          | کارهای سنگی                                      |
| پان‌آرمنین.نت                                            | خدمات مصرف‌کننده | نشر                       | ایروان  | ۲۰۰۰          | اخبار آنلاین                                     |
| ارمنستان ۱                                              | خدمات مصرف‌کننده | پخش و سرگرمی              | ایروان  | ۱۹۵۶          | تلویزیونی                                        |
| روسال آرمنال                                            | مواد اولیه      | آلومینیوم                 | ایروان  | ۲۰۰۰          | آلومینیوم، بخشی از روسال (روسیه)                 |
| سانیتک آرمنیا                                           | صنعتی           | خدمات دفع زباله           | ایروان  | ۲۰۱۰          | مدیریت پسماند                                    |
| شانت تی‌وی                                               | خدمات مصرف‌کننده | پخش و سرگرمی              | ایروان  | ۱۹۹۴          | تلویزیونی                                        |
| شوغاکات تی‌وی                                            | خدمات مصرف‌کننده | پخش و سرگرمی              | ایروان  | ۱۹۹۸          | تلویزیونی                                        |
| توتوگیمینگ                                              | خدمات مصرف‌کننده | قمار                      | ایروان  | ۲۰۰۴          | ورزش‌ها و بازی‌های کازینونیی                       |
| یوکوم                                                   | مخابرات         | مخابرات موبایل            | ایروان  | ۲۰۰۹          | شبکه موبایلی                                     |
| ورتیر ایرلاینز                                          | صنعتی           | خدمات تحویلی              | ایروان  | ۲۰۰۹          | شرکت هواپیمایی باربری                            |
| وترن آویا                                               | خدمات مصرف‌کننده | خطوط‌هوایی                 | ایروان  | ۲۰۰۹          | شرکت هواپیمایی چارتر                             |
| کارخانه شراب‌سازی آرارات ایروان                          | کالاهای مصرفی   | ساخت شراب و مشروبات الکلی | ایروان  | ۱۸۷۷          | شراب                                             |
| کارخانه کنیاک ایروان                                    | کالاهای مصرفی   | ساخت شراب و مشروبات الکلی | ایروان  | ۱۸۸۷          | برندی                                            |
| انستیتو تحقیقات و توسعه کامپیوتری ایروان                | فناوری          | سخت‌افزار کامپیوتر         | ایروان  | ۱۹۵۶          | فناوری                                           |
| کارخانه قنادی و ماکارونی ایروان گرند کندی (Grand Candy) | کالاهای مصرفی   | محصولات غذایی             | ایروان  | ۱۹۳۳          | قنادی                                            |
| کمبینات مس و مولیبدن زانگه‌زور CJSC                      | مولد اولیه      | فلزات غیرآهنی             | کاجاران | ۱۹۵۱          | معدن                                             |

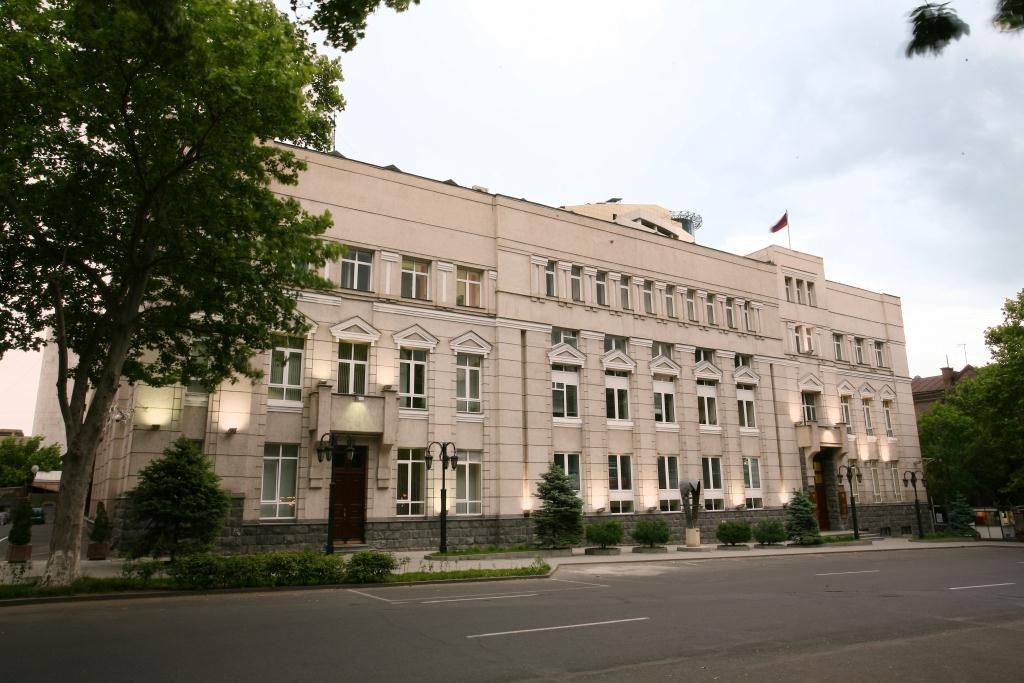
بانک مرکزی ارمنستان در ایروان.
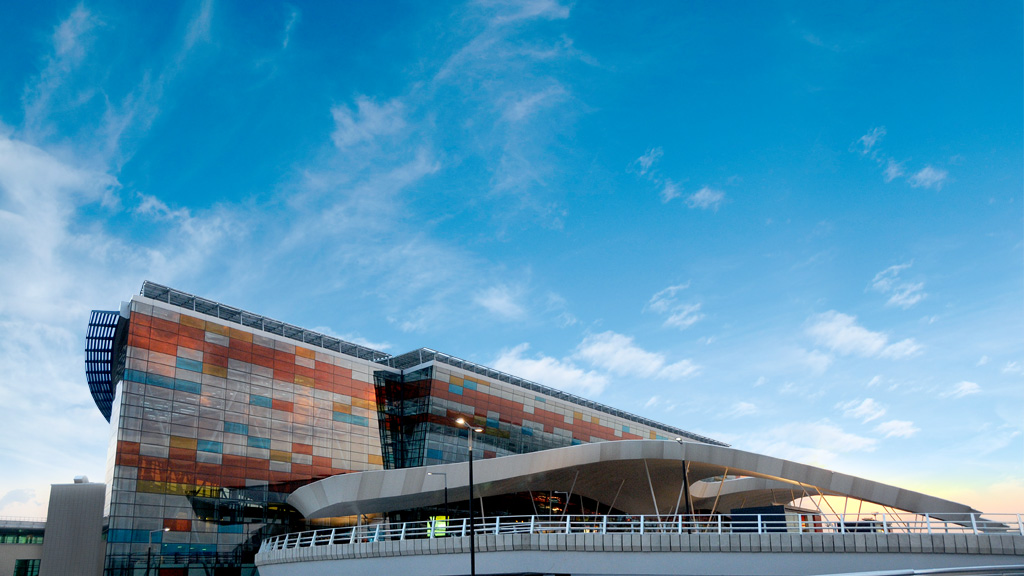
ورودی اصلی به فرودگاه بین‌المللی زوارتنوتس.
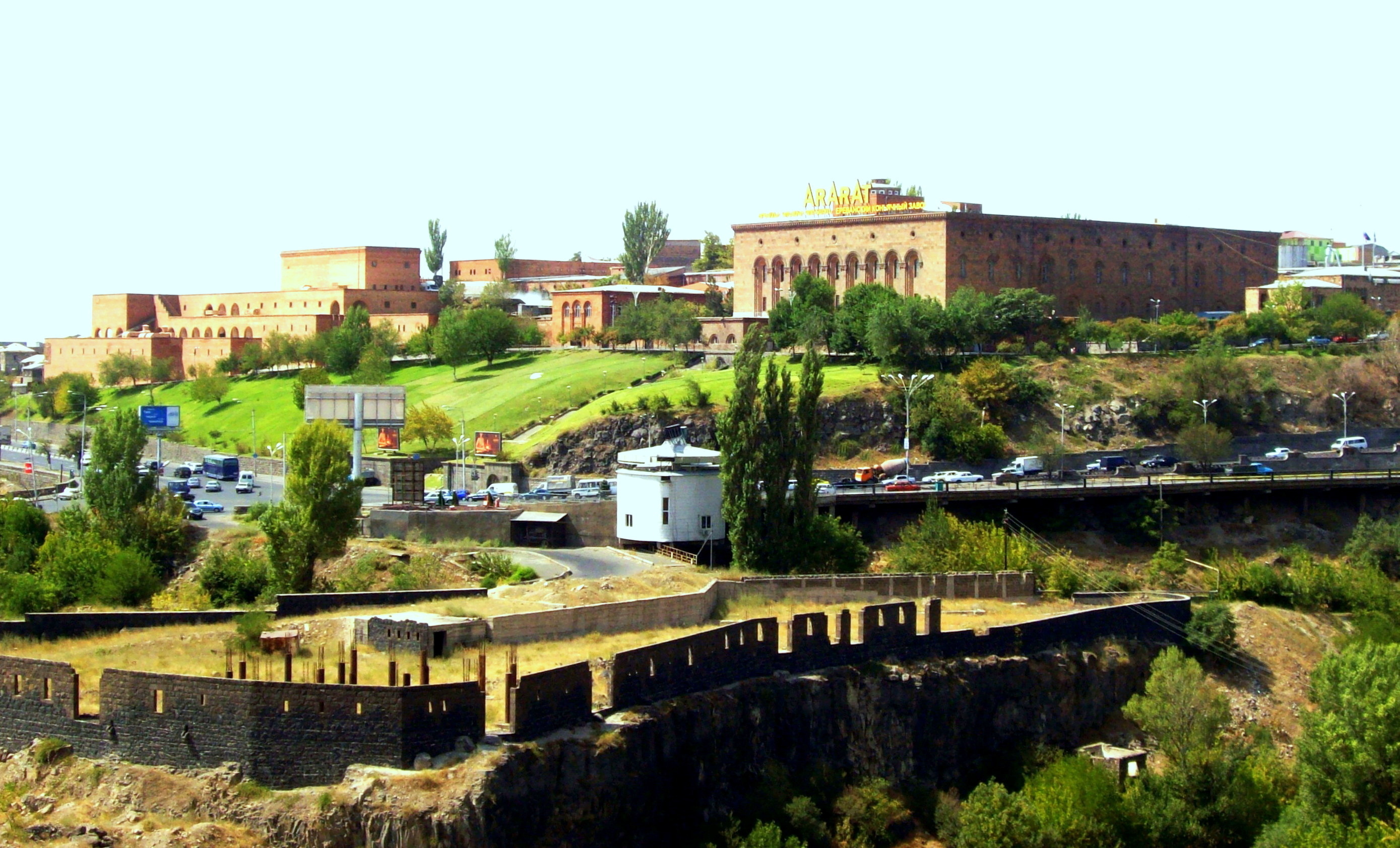
The کارخانه کنیاک ایروان، تهیه‌کننده [[آرارات (برندی)|]] از ۱۸۷۷.

## سایر لیست‌های شرکت‌های پیشرو
بانک‌های بیشتری در فهرست بانک‌های ارمنستان قرار دارند.
هر سه‌ماهه، بزرگ‌ترین شرکت‌های مالیات‌دهنده افشا و به صورت آنلاین منتشر می‌شوند. داده‌ها ممکن است بر اساس صنعت و اندازه شرکت جستجو شوند. به عنوان مثال، در میان شرکت‌های توسعه نرم‌افزار، بزرگ‌ترین مالیات‌دهنده بین سال‌های ۲۰۱۴ تا ۲۰۱۷، سینوپسیس آرمنیا بود.
فهرستی از شرکت‌های بخش فناوری اطلاعات در ارمنستان را می‌توانید در سایت EIF Guide بیابید. در همین حال، اتاق بازرگانی و صنعت فهرستی از شرکت‌های فن آوری بین‌المللی پیشرو در ارمنستان را ارائه می‌دهد. شرکت‌های فناوری اطلاعات (IT) سرشناسی که در ارمنستان تأسیس شده‌اند عبارتند از PicsArt, Krisp و دیگران.

## یادداشت
1. ↑  Armentel-Beeline
2. ↑  Synopsis Armenia